# Amanda McBroom
Amanda McBroom (* 9. August 1947 in Woodland Hills, Kalifornien) ist eine US-amerikanische Schauspielerin, Sängerin, Songschreiberin und Kabarettistin. Ihre bekannteste und erfolgreichste Komposition ist die mit dem Golden Globe Award ausgezeichnete Ballade The Rose, die 1980 durch Bette Midler weltweit bekannt wurde. Der oft gecoverte Titel wurde 1983 in der Interpretation von Conway Twitty in den Country-Charts und 2006 durch die Boygroup Westlife in den britischen Single-Charts zum Nummer-eins-Hit.

## Leben
McBroom ist die Tochter des Hollywood-Schauspielers David Bruce. Sie studierte an der University of Texas at Austin und erreichte 1969 ein BFA. Später arbeitete sie lange Zeit mit der Songwriterin Michele Brourman zusammen, so zum Beispiel an einigen Songs in der Filmreihe In einem Land vor unserer Zeit.
Sie trat in New York, Los Angeles, San Francisco und in europäischen Produktionen des Musicals Jacques Brel Is Alive and Well and Living in Paris auf und erlebte 1973 ihr Broadway-Debüt in Seesaw. 1989 veröffentlichte sie in Los Angeles ihr erstes eigenes Musical Heartbeats. 2005 hatte ihr off-Broadway-Musical A Woman of Will Premiere.
Als Schauspielerin ist sie für ihre Rolle Sandi Welles in der Fernsehserie Hawaii Fünf-Null (1976–1977) bekannt. Sie hatte etliche weitere Auftritte in Serien, wie etwa in Medical Center (1973), Rauchende Colts (1975), Drei Engel für Charlie (1977), Starsky & Hutch (1978), Hart aber herzlich (1980), M*A*S*H (1981), Remington Steele (1983), Magnum (1985) und als Captain Phillipa Louvois in Raumschiff Enterprise: Das nächste Jahrhundert (1989). Auch spielte sie im Fernsehfilm The Paul Williams Show (1979) und lieh im Englischen verschiedenen Figuren in Zeichentrickserien ihre Stimme.

## Diskografie

### Studioalben
- 1980: Growing Up in Hollywood Town
- 1981: West of Oz[3]
- 1986: Dreaming
- 1991: Midnight Matinee
- 1994: Heartbeats – A New Musical
- 1997: A Waiting Heart
- 2005: A Woman of Will
- 2005: A Timeless Thing
- 2009: Chanson – Amanda McBroom Sings Jacques Brel
- 2017: Voices
- 2024: Wintersong

### Livealben
- 1995: Live from Rainbow & Stars

### Kompilationen
- 1996: The Best of Amanda McBroom
- 1999: Portraits – The Best of Amanda McBroom
- 2007: The Amanda Albums (Wiederveröffentlichungs-Kombi des 1980er und 1981er Studioalbums)

## Filmografie
- 1973: Medical Center (Fernsehserie, eine Folge)
- 1973: Love, American Style (Fernsehserie, eine Folge)
- 1973: Der Magier (The Magician, Fernsehserie, eine Folge)
- 1973: Cannon (Fernsehserie, eine Folge)
- 1974: Police Story (Fernsehserie, eine Folge)
- 1975: Rauchende Colts (Gunsmoke, Fernsehserie, eine Folge)
- 1975: Joe Forrester (Fernsehserie, eine Folge)
- 1976: Jigsaw John (Fernsehserie, eine Folge)
- 1976: Executive Suite (Fernsehserie, eine Folge)
- 1976–1977: Hawaii Fünf-Null (Hawaii Five-O, Fernsehserie, vier Folgen)
- 1977: Drei Engel für Charlie (Charlie’s Angels, Fernsehserie, Folge Ein verliebter Engel)
- 1978: Starsky & Hutch (Starsky and Hutch, Fernsehserie, eine Folge)
- 1979: Taxi (Fernsehserie, eine Folge)
- 1979: Lou Grant (Fernsehserie, eine Folge)
- 1979: The Paul Williams Show (Fernsehfilm)
- 1979: Big Shamus, Little Shamus (Fernsehserie, eine Folge)
- 1980: Stone (Fernsehserie, eine Folge)
- 1980: Hart aber herzlich (Hart to Hart, Fernsehserie, eine Folge)
- 1980–1981: The Fonz and the Happy Days Gang (Fernsehserie, 24 Folgen, Stimme)
- 1981: Die Schlümpfe (The Smurfs, Fernsehserie, Stimme)
- 1981: M*A*S*H (Fernsehserie, eine Folge)
- 1982: The Powers of Matthew Star (Fernsehserie, eine Folge)
- 1983: My Smurfy Valentine (Fernsehfilm, Stimme)
- 1983: Remington Steele (Fernsehserie, eine Folge)
- 1984: Die Gobots (Challenge of the GoBots, Fernsehserie, Stimme)
- 1984: Mode, Models und Intrigen (Cover Up, Fernsehserie, eine Folge)
- 1985: Magnum (Magnum, P.I., Fernsehserie, eine Folge)
- 1986: Wildfire (Fernsehserie, eine Folge, Stimme)
- 1989: Raumschiff Enterprise: Das nächste Jahrhundert (Star Trek: The Next Generation, Fernsehserie, eine Folge)
- 1992: The Boys of Twilight (Fernsehserie)
- 2001: PC and the Web

## Theater (Auswahl)
- 1973: Seesaw
- 1989: Heartbeats
- 2005: A Woman of Will

## Auszeichnungen und Nominierungen
- 1980: Golden Globe Award in der Kategorie „Bester Filmsong“ für den Song The Rose[4]
- 1992: Daytime-Emmy-Award-Nominierung in der Kategorie „Outstanding Original Song“ für den Song I Think Of You aus Jung und Leidenschaftlich – Wie das Leben so spielt (geteilt mit James Patrick Dunne)
- 1998: Annie-Award-Nominierung in der Kategorie „Outstanding Individual Achievement for Music in an Animated Feature Production“ für Hercules & Xena – Der Kampf um den Olymp (geteilt mit Michele Brourman und Joseph LoDuca)[5]
- 2003: DVDX-Award-Nominierung in der Kategorie „Best Original Song in a DVD Premiere Movie“ für den Song Best of Friends aus In einem Land vor unserer Zeit X – Die große Reise (geteilt mit Olivia Newton-John und Michele Brourman)
- 2003: Zwei DVD-Premiere-Award-Nominierungen in der Kategorie „Best Original Song“ für die Songs No One Has to Be Alone (geteilt mit Donny Osmond und Michele Brourman) sowie Imaginary Friend (geteilt mit Aria Noelle Curzon, Anndi McAfee, Thomas Dekker, Jeff Bennett und Michele Brourman) aus In einem Land vor unserer Zeit IX – Die Reise zum großen Wasser